# 福岡レッドワーブラーズ
福岡レッドワーブラーズ（ふくおかレッドワーブラーズ、Fukuoka Red Warblers）は、プロ野球独立リーグの四国・九州アイランドリーグ（現・四国アイランドリーグplus）にかつて加盟していた福岡県の野球チーム。略称「福岡RW」。
2008年にリーグに加盟し、リーグ戦に参加していた。しかし経営難から2009年のシーズンをもっていったんリーグ戦への参加を休止し、「準加盟球団」に移行した（詳細は後述）。以降は「野球事務所」となったが、2011年からは動向が報じられておらず、その後リーグウェブサイトからは「準加盟球団」の記載がなくなっている。

## 概要
球団名は、公募された候補を元に、県の花である梅や名産の明太子、イチゴからくる赤のイメージと、県鳥のウグイス（ワーブラー）を合わせる形で決定された。
本拠地球場は公式に定めず、県下および隣接する佐賀県の球場で試合を開催していた。2008年は、主催する40試合中小郡市野球場での開催が14試合で最も多く、次いで鳥栖市民球場が11試合であった。2009年は福岡のチームでありながら、隣県・佐賀県の鳥栖市民球場が19試合で最多、次いで北九州市民球場の12試合となっており、小郡市野球場での開催は1試合にとどまった。このほか、県営筑豊緑地野球場・県営春日公園野球場・大牟田市延命球場（2009年はなし）・北九州市立門司球場（2009年）・福岡市雁の巣レクリエーションセンター野球場（2009年）でも開催している。なお、2009年後期は雨天中止の代替として1試合を徳島県三好市の吉野川運動公園野球場で実施した。
ナイトゲームの割合が高く、デーゲームの試合数はリーグの中で最も少なかった。

## 成績

### シーズン
| 年度 | 期 | 監督     | 順位 | 試合 | 勝利 | 敗戦 | 引分 | 勝率 | ゲーム差 | 打率 | 防御率 | 本塁打 |
| ---- | -- | -------- | ---- | ---- | ---- | ---- | ---- | ---- | -------- | ---- | ------ | ------ |
| 2008 | 前 | 森山良二 | 3    | 40   | 20   | 16   | 4    | .556 | 6.0      | .255 | 2.88   | 22     |
| 2008 | 後 | 森山良二 | 4    | 40   | 20   | 17   | 3    | .541 | 3.0      | .255 | 2.88   | 22     |
| 2009 | 前 | 森山良二 | 4    | 40   | 15   | 18   | 7    | .455 | 6.5      | .264 | 4.04   | 32     |
| 2009 | 後 | 森山良二 | 3    | 40   | 20   | 18   | 2    | .526 | 4.0      | .264 | 4.04   | 32     |

## 歴史

### 2008年（1年目）
- 監督には福岡県出身の森山良二が就任し、初年度のコーチは稲嶺誉と深谷亮司（前・徳島インディゴソックスコーチ）だった[2][3]。
- チーム発足時点での選手は、四国4チームからの分配ドラフトで獲得した選手が主体で[4]、トライアウトで獲得した選手は地元九州出身または在学経験のある選手が多かった[5]。開幕前には、福岡ソフトバンクホークス (ファーム)との交流戦で勝利を挙げている[6]。
- 最初のシーズンは開幕から3連勝の後4連敗したが、その後は3連敗以上の連敗を記録せずに前期はAクラスの3位となった。後期は7月は大きく勝ち越して優位にペナントレースを進めたが、9月には愛媛・高知・香川と激しい首位争いを展開する形になった。中盤以降投手の故障者が相次いだことが響き[7]、最終的に4位に終わった。西村悟が首位打者を獲得し、チーム初の個人タイトルとなった[8]。
- 2008年10月30日に行われたNPBのドラフト会議において、キム・ムヨン投手が福岡ソフトバンクホークスから6位で指名された。また、KBO・三星ライオンズに在籍経験のあるイム・セオプは同じKBOの起亜タイガースに入団することになった[9]。
- 2008年のシーズン終了後、稲嶺コーチは退団[10]、後任として元東北楽天ゴールデンイーグルスの山下勝充の就任が決まった[11]。

### 2009年（2年目）
- 2009年の前期は連勝と連敗を繰り返す波のあるシーズンとなる。優勝した長崎には2勝5敗（1分）、愛媛には0勝4敗（4分）と大きく負け越したことで4位に終わる[12]。後期は開幕2試合目から5連勝して首位争いに加わったが、8月中旬以降3連敗を2度記録して高知・香川からは引き離され、最終的には3位であった。個人タイトルは中村真崇が首位打者、森辰夫が最多勝、角野雅俊が最多セーブを獲得した[13]。

## 経営状況とリーグ戦参加の休止
NPBチームが存在する地域に生まれた最初の独立リーグチームであった。観客動員は2008年が1万9931人（1試合平均498人）、2009年は1万9546人（1試合平均489人）で、いずれもリーグでは下から2番目である。これに加え、不況に伴う経営環境悪化で翌シーズンの運営が困難になったという理由から、10月30日のリーグ理事会で、2010年のリーグ戦には参加しないことが決定した。同日のリーグ首脳の会見によると、2009年の売上高4000万円に対して赤字額は4000万円となる見込みとされた。
監督・コーチや選手との契約が切れるため、チームとしてはいったん解散する。選手のうち希望者は10月30日に非公開で行われた救済ドラフトでリーグ内他球団の指名対象となり、12名がリーグ内の高知を除く他の4球団から指名を受け、うち香川が指名した2名を除く10名が指名球団への入団が内定した。残る2名のうち1名は個別にリーグ内他球団に移籍した。希望者で指名されなかった4名についてはリーグの新人ドラフト対象者扱いとなったが、1名がトライアウトでリーグ内他球団に移籍した。この結果、最終的に12名がリーグ内他球団に移籍することとなった。このほか、ベースボール・チャレンジ・リーグの球団に1名が移籍している。
球団の事務所は引き続き残り、リーグと協力の上で新たなスポンサーを探して2011年からの復帰を目指すとしていた。このため、事務所はあるがリーグ戦には参加しない「準加盟球団」として存続することになった。シーズン終了後の12月に経費節減のため、球団事務所を従来の福岡市から大川市に移転した。新聞報道によると、復帰時には過去の開催地の中から集客の多かった球場を本拠地として集中的に開催することを検討していた。
2010年10月、来季の復帰を見送る方針を固めたと報じられた。リーグは11月4日の定例理事会で、2011年度は四国4球団と新加入の三重スリーアローズの5球団でリーグ戦をおこない、リーグ名称も変更を検討すると発表し、事実上2011年度の復帰見送りが決まった。2012年度以降も、不参加状態が継続している。2016年にリーグのウェブサイトがリニューアルされてからは「準加盟球団」の記載自体がなくなった。
一方、リーグは2011年シーズンより福岡ソフトバンクホークス3軍と定期交流戦を開始（ソフトバンク側は福岡市雁の巣レクリエーションセンター野球場）して、福岡県内で試合を再開した上、2016年からはソフトバンクのファーム球場がHAWKSベースボールパーク筑後に移転している。
国税庁の法人番号公表サイトでは、2021年6月現在、福岡市西区姪の浜を所在地とする「福岡レッドワーブラーズ球団株式会社」が掲載されている。

## マスコット
チーム名にちなんだ赤いウグイスの「レッピー」。名称は福岡県在住者より公募した候補から選ばれた。

## 応援スタイル
公式応援歌は「Song For Red Warblers」。2009年4月にリリースされたCDでは、宇梶剛士ら各界の応援メンバー23人と森山監督および選手4名が参加している。 
私設応援団は九州翔鶯會、福岡翔撃覇、北九州応援団の3つが存在した。福岡翔撃覇はRWの撤退に合わせRW応援団から撤退し、IL応援愛好会として活動していた。九州翔鶯會については、2021年より火の国サラマンダーズ（九州アジアリーグ）の応援団に加わっていると、Twitterアカウントで表明している。

## スタッフ・選手
かつて所属した主な選手については、福岡レッドワーブラーズの選手一覧を参照。

## その他
2008年8月にメイン球場である小郡市野球場に、コカ・コーラ・ウェストジャパンの協力を得て、「福岡レッドワーブラーズ支援自動販売機」が設置された。売上金の一部がチームの活動・運営費となる仕組みで、自動販売機はレッピーをモチーフとしたデザインであった。